# هيروشي يتا
هيروشي يتا (باليابانية: 江田 広) (مواليد 15 أبريل 1977)، هو لاعب كرة قدم سابق كان يلعب كمدافع.

## وصلات خارجية
- هيروشي يتا على موقع رابطة كرة القدم اليابانية للمحترفين (اليابانية)